# José Alberto Ayala Ayala
José Alberto Ayala Ayala (Santiago, 22 de noviembre de 1954) es un exfutbolista y entrenador chileno que se desempeñó como delantero o mediapunta. 

## Trayectoria

### Inicios en Chile y llegada a Bolivia
Se inició en las divisiones inferiores de la Universidad Católica.
Llega a Bolivia en 1975 para jugar en Aurora.
Es el máximo goleador de Petrolero de Cochabamba con 100 goles, club del cual también fue capitán.

## Clubes

### Como jugador
| Club                    | País    | Año       |
| ----------------------- | ------- | --------- |
| Aurora                  | Bolivia | 1975-1976 |
| Provincial Ovalle       | Chile   | 1977      |
| Petrolero de Cochabamba | Bolivia | 1978-1982 |
| The Strongest           | Bolivia | 1983      |
| Petrolero de Cochabamba | Bolivia | 1984-1987 |
| Always Ready            | Bolivia | 1988      |